# 諾曼·福勒
福勒男爵彼得·諾曼·福勒，PC（英語：Peter Norman Fowler, Baron Fowler，1938年2月2日—），為一名英國政治人物，曾任上議院議長。

## 政治生涯
福勒曾於戴卓爾夫人內閣任職運輸大臣、社會福利大臣、就業大臣，經驗豐富。1992年至1994年，任職保守黨主席。其後兩次加入夏偉林影子內閣，擔任影子大臣。2001年，獲封爵，加入上議院。2016年，接任上議院議長。
2018年7月18日至20日，中華民國立法院長蘇嘉全與立法委員邱志偉、尤美女、蔡適應、林昶佐及多名企業界人士率團訪問英國。獲得英國上議院議長佛勒親自會晤，並與台英國會小組榮譽會長史蒂爾勳爵、上議院副議長暨首相對台貿易特使福克納勳爵及上議員諾曼·福斯特陪同會見。